# Rassemblement des Gauches Républicaines
De Rassemblement des Gauches Républicaines RGR, Nederlands: Groepering van Linkse Republikeinen, was een electorale alliantie in Frankrijk van centrumrechtse partijen tijdens de Vierde Republiek die meedeed tijdens de parlementsverkiezingen van 1946, de parlementsverkiezingen van 1951 en de parlementsverkiezingen van 1956. De Rassemblement des Gauches Républicaines bestond voornamelijk uit de radicaal-socialisten, de Union Démocratique et Socialiste de la Résistance en andere, vooral kleine, conservatieve partijen die zich in eerste instantie keerden tegen de centrumlinkse tripartiete regeringen van socialisten van de Section Française de l'Internationale Ouvrière, christendemocraten van de Mouvement Républicain Populaire en de Franse Communistische Partij die, net als in een eerder stadium de gaullistische regeringen, verscheidene nationaliseringen doorvoerden. De RGR werd gesteund en gesubsidieerd door werkgevers en trad op als verdediger van het economisch liberalisme. Jean-Paul David, oprichter en voorman van de anticommunistische Paix et Liberté was de voorzitter van de RGR. Na de verwijdering van de communisten uit de regering (mei 1947) trad de RGR toe tot de regering.
De naam Rassemblement des Gauches Républicaines is enigszins misleidend, omdat de RGR zeker niet links was. Franse conservatieven weigerden echter lange tijd om zichzelf rechts of centrumrechtste noemen. Rechts werd tot ver in de jaren 70 in Frankrijk als monarchistisch en anti-republikeins gezien.

## Samenstelling van de RGR
De belangrijkste partijen die de Rassemblement des Gauches Républicaines vormden waren de liberale Parti Radical-Socialiste PRS en de Union Démocratique et Socialiste de la Résistance UDSR van René Pleven en François Mitterrand. Kleinere partijen die lid waren van de RGR:
- Parti Républicain Social de Réconciliation Française. De RF was door aanhangers, van de Parti Social Français en Croix-de-Feu, van de vooroorlogse conservatieve politicus kolonel François de la Rocque opgericht,
- Alliance Démocratique. De AD was de grootste conservatieve partij in de Derde Republiek en werd door oud-premier Paul Reynaud geleid,
- Parti Démocrate, voortgekomen uit de vooroorlogse christendemocratische Parti Démocrate Populaire. De PD was behalve de UDSR de enige partij die rechtstreeks uit het verzet voortkwam,
- Parti Socialiste Démocratique. De PSD werd na de Tweede Wereldoorlog opgericht door Paul Faure en andere oud-leden van de Section Française de l'Internationale Ouvrière SFIO, die tijdens de oorlog min of meer met de Duitsers hadden gecollaboreerd,
- Parti Radical Indépendant, een centrumrechtse afscheiding van de PRS en
- Parti Républicain-Socialiste, groepering die in 1905 de unificatie van de socialistische partijen tot de SFIO afwees.

Bij parlementsverkiezingen van 1946 kreeg de RGR 11,6% van de stemmen en bij de parlementsverkiezingen van 1951 11,1% van de stemmen.
De RGR viel halverwege de jaren 50 uiteen. De PRS besloot in 1955 om een meer linkse koers te gaan varen. Onder de PRS leider Pierre Mendès France werd samen met de SFIO van Guy Mollet het Front Républicain opgericht. Ook de UDSR onder haar nieuwe leider François Mitterrand, trad uit de RGR. Sommige radicalen, waaronder Edgar Faure en UDSR'ers, bleven bij de RGR, zij het op eigen initiatief: Ze werden geroyeerd als leden van de partijen waarvan zij tot dan toe lid waren. Bij de parlementsverkiezingen van 1956 verkreeg de RGR maar 3,9% van de stemmen.

## RGR Autonome
Edgar Faure, oud-premier en in 1955 uit de Parti Radical-Socialiste PRS gesloten, maakte na de parlementsverkiezingen van november 1956 van de Rassemblement des Gauches Républicaines een politieke partij, die centrumrechts was. Deze partij, RGR Autonome, werd door oud-leden van de PRS gedomineerd, die scherp tegen de partijleider van de PRS, Pierre Mendès France, waren gekant. De RGR viel in 1958 uiteen en een aantal leden keerde naar de PRS terug, terwijl anderen zich bij andere partijen aansloten. Jean-Paul David richtte de Parti Libéral Européen op, die later in de Parti Radical Valoisien, de opvolger van de PRS, opging
Verschillende organisaties waren bij de Rassemblement des Gauches Républicaines aangesloten: Rassemblement des Femmes Républicaines, Groepering van Republikeinse Vrouwen, en de Assemblée des Jeunes RGR, Vergadering van de Jonge RGR.

## Leden
voorzitters
- Édouard Daladier 1950 - 1955
- Edgar Faure 1955 - 1958

overigen
- Henri Queuille
- François Mitterrand